# 平筒沼

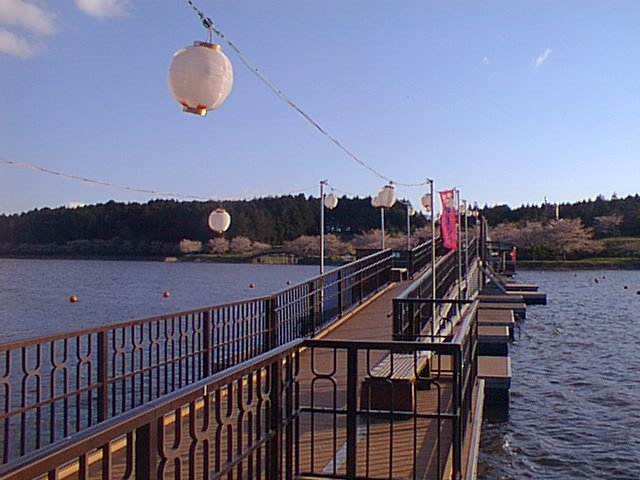
平筒沼ふれあい橋

平筒沼（びょうどうぬま）は、宮城県の登米市にある沼である。
平筒沼はヘラブナの釣り場として知られている。
沼を取り囲む遊歩道には、その季節になると500本余りの桜が咲き、多数の観光客が花見に訪れて賑わう。
沼の南東側には、弁天島という小さな島がある。

## 主な見所・楽しみ方
ふれあい橋、youyou館、平筒沼農村文化自然学習館、桜、ハス、紅葉、水鳥・野鳥、平筒沼いこいの森
ウォーキング・森林浴、バードウオッチング、いも煮会、お花見、釣り

## 交通
三陸沿岸道路・桃生豊里インターチェンジから車で15分